# Rhachithecium perpusillum
Rhachithecium perpusillum là một loài rêu trong họ Rhachitheciaceae. Loài này được (Thwaites & Mitt.) Broth. mô tả khoa học đầu tiên năm 1909.